# Джак Керуак
Джак Керуак (на английски: Jack Kerouac, роден Jean-Louis Lebris de Kerouac) е американски писател, поет, художник и представител на бийтпоколението.
Радвал се на популярност с малък успех пред критиката приживе, Керуак сега е нареждан сред най-важните американски автори. Спонтанният му открит стил вдъхновява и други писатели като Том Робинс, Ричард Бротиган, Хънтър Томпсън, Кен Киси и Боб Дилън.
Голямата част от живота си Керуак прекарва сред ширините на американската природа или в апартамента на майка си, с която той живее през по-голямата част от живота си. Живеейки в една променяща се страна, той търси своето място, като накрая стига до отричане на ценностите на 50-те години. Това, което пише, често отразява желанието му да се освободи от калъпа на обществото и да намери смисъл в живота. Това търсене го кара да експериментира с наркотици и психеделици (използва псилоцибин, марихуана и бензедрин и др.), да изучава духовни учения като будизма и да се отправя на пътешествия около света. Книгите му понякога се описват като катализатор за контракултурата на 60-те. Най-известните му творби са „По пътя“ и „Бродягите на Дхарма.“

## Биография
Керуак е роден в Лоуел, Масачузетс, като родителите му са френски канадци: Leo-Alcide Kerouac и Gabrielle-Ange Lévesque чиито родове са преселници от провинцията Квебек, Канада. Както много квебекчани от тогавашното поколение те са част от вълната имигранти, които пристигат в Нова Англия, за да търсят работа. Баща му е ексцентрик по природа, а майка му е властна натура и ревностна католичка, при която той остава да живее през по-голямата част от живота си.
До шестгодишна възраст Керуак не е учил английски и вкъщи неговото семейство е говорело квебекски диалект на френски. В съвсем ранна възраст той преживява смъртта на по-големия си брат Жерар, който умира от ревматична треска на девет години: това събитие по-късно бива описано в романа „Видения за Джерард“. Някои от стиховете на Керуак са писани на френски и в писма, изпращани малко преди смъртта му до неговия приятел Алън Гинсбърг, той изразява желанието си да говори езика на неговите прародители отново.
Благодарение на атлетическите си способности Керуак се изявява като изключително обещаващ бегач на 100 метра с препятствия в отбора на горните класове на местното училище. Това му осигурява покани и стипендии от Boston College, Notre Dame, Колумбийския университет. Той постъпва в Колумбийския университет, след като прекарва подготвителната година в Horace Mann School. Керуак счупва крак още през първия си сезон като футболист и непрестанно спори с треньора си Лу Литъл, който го държи на скамейката. Докато е в Колумбийския, Керуак написва няколко спортни статии за студентския вестник „Columbia Daily Spectator“.
Когато футболната му стипендия бива спряна, Керуак напуска Колумбийския университет, макар че продължава да живее известно време в Ню Йорк с приятелката си Еди Паркър. По това време той среща хората, с които по-късно ще пътува из целия свят и които са герои в много от неговите романи; наричаните също така бийтпоколението – включително Алън Гинсбърг, Нил Касиди, Джон Холмс, Хърбърт Хънк и Уилям Бъроуз. През 1942 г. Керуак се присъединява към американския търговски флот, а година по-късно към военния флот.
През 1944 г. Керуак е арестуван като съучастник в убийството на Дейвид Камер, хомосексуален приятел от още тийнейджърските им години в Сент Луис на Лусиен Кар. (Уилям Бъроуз също е от Сент Луис и именно Кар запознава Керуак с Бъроуз и Гинсбърг). Когато вманиачеността на Камер по Кар започва да излиза извън контрол, последният го убива с нож по време на скандал между тях и се обръща към Керуак за помощ. Заедно те укриват уликите. Посъветван от Бъроуз да ги остави в ареста, бащата на Керуак отказва да плати гаранцията. Тогава Керуак се съгласява да се ожени за Еди Паркър, ако тя плати. Бракът им продължава една година. За кратко Керуак и Бъроуз работят заедно върху роман за убийството на Камер, озаглавен And the Hippos Were Boiled in Their Tanks. Книгата не е публикувана. По-късно Керуак също пише за убийството в романа си „Суетата на Дюлоз“ (Vanity of Duluoz).
Между пътуванията в океана Керуак остава в Бронкс, Ню Йорк заедно с приятелите си от Университета Фордъм. По-късно той живее с родителите си в Ozone Park, квартал на Куинс след като те също се преместват в Ню Йорк. Там той написва първия си роман „The Town and the City“. Неговите приятели на шега го наричат Магьосникът от Озон Парк, визирайки псевдонима на Томас Едисон Магьосникът от Менло Парк и заедно с това заглавието на филма „Магьосникът от Оз“.
„The Town and the City“ е публикуван през 1950 г. с името Джон Керуак и макар че получава няколко похвални рецензии, книгата не се продава добре.
През следващите шест години Керуак пише непрестанно, но не може да намери издател. Стъпвайки на черновите първоначално наречени „The Beat Generation“ и „Gone on the Road“, през април 1951 г. Керуак написва текста, който по-късно ще стане известен като „По пътя“ (On the Road). Книгата е основно автобиографична и описва от позицията на героя Сал Парадайс приключенията на Керуак, в компанията на Нил Касиди, прототип на Дийн Мориарти, по пътищата на Америка и Мексико.
Тази част от мита Керуак разказва как поддържан от бензендрин (стимулант, производен на амфетамина) и кафе, той завършва първата версия на романа за три седмици под формата на сесия от спонтанна изповедна проза. Резултатът от тази сесия е прочутата хартиена ролка на „По пътя“. В действителност според неговия професор и наставник от Колумбийския университет Марк Ван Дорен, голяма част от съдържанието вече е била написана в неговите дневници през последните няколко години. Неговата техника е била силно повлияна от джаза, особено бибоп-а и по-късно от будизма, както е известно от прочутото писмо „Джоан Андерсен“ на Нил Касиди.
Издателите не одобряват нито неговия експериментиращ стил, нито тона му, който се доближава до този на социалните малцинства в Америка през 50-те години. През 1957 г. Viking Press купува романа, изисквайки значителна преработка.
През юли 1957 г. Керуак се премества в малка къща на Clouser Ave. в Орландо, Флорида, изчаквайки издаването на „По пътя“. Няколко седмици по-късно критиката, появила се в Ню Йорк Таймс обявява Керуак за гласа на новото поколение. Керуак бива издигнат като значим американски писател. Неговото приятелство с Алън Гинсбърг, Уилям Бъроуз и Грегъри Корсо става емблематично за бийтпоколението. Неговата слава започва неконтролируемо да расте и впоследствие става причина за гибелта му. Романите му често биват описвани като идеологически за следвоенното бийтпоколение и той самият бива наричан „кралят на бийтпоколението“, термин, който никога не го е карал да се чувства комфортно и веднъж отбелязва: „Аз не съм битник, аз съм католик.“
През 1954 г. Керуак открива „Библия на Будизма“ (A Buddhist Bible) на Дуайд Годард в библиотеката в Сан Хосе, с което започва потапянето на Керуак в будизма. През 1955 г. Керуак написва биографията на Сиддхартха Гаутама, озаглавена „Събуди се“, която не издава приживе.
Керуак описва част от собствените си, свързани с будизма преживявания и приключенията си с Гари Снайдър и останалите поети от Сан Франциско в книгата „Бродягите на Дхарма“, публикувана през 1958 г. Наричана от някои „продължение на „По пътя“, „Бродягите на Дхарма“ е написана в Орландо, Флорида в края на 1957 и началото на 1958 г. През 1958 г. Керуак написва и „битнически“ филм, наречен „Pull My Daisy“.
В романите на Керуак също става дума и за приятелството му с учителя Алън Уотс (присъстващ в романа „Big Sur“ под името Arthur Wayne и като Alex Aums в „Ангели на самотата“). Също така се е срещал и е влизал в дискусии с известния дзен будист Д.Т. Сузуки.
Керуак умира на 21 октомври 1969 година в болницата „Св. Антоний“ в Сейнт Питърбърг, Флорида, ден след като бива закаран по спешност там със силни коремни болки. Смъртта му на 47-годишна възраст настъпва вследствие на вътрешен кръвоизлив, причинен от цироза на черния дроб в резултат на непрестанната употреба на алкохол. По това време той живее с третата си жена Стела и майка си Габриел. Керуак е погребан в родния си град Лоуел и посмъртно е награден с титлата доктор по литература от университета в града.

### Романи
- The Town and the City (1950), написан 1946–1949
- On the Road (1957), написан 1951
По пътя, изд. „Народна култура“, София (1981, 1983), изд. S. l.: Mediasat, София (2005), прев. Рада Шарланджиева
- The Dharma Bums (1958), написан 1957
Бродягите на Дхарма, изд. „Парадокс“, София (1996, 2004)
- Doctor Sax (1959), написан 1952
- Maggie Cassidy (1959), написан 1953
- Book of Dreams (1960), написан 1952–1960
- Big Sur (1962), написан 1961
- Visions of Gerard (1963), написан 1956
- Desolation Angels (1965), написан 1956 и 1961
Ангели на самотата, изд. „Ера“ (София), 2001
- Vanity of Duluoz (1968), написан 1967
- Visions of Cody (1972), написан 1951-1952
Видения за Коди, изд. УИ „СУ Св. Климент Охридски“, София (2004), прев. Александра Главанакова
- And the hippos were boiled in their tanks (2008), написан 1945 с Уилям Бъроуз
А хипопотамите се сварили в басейна си, изд. „Прозорец“, София (2011), прев. Вергил Немчев

### Повести
- The Subterraneans (1958), написан 1953
Подземните, изд. „Обединени UP издатели“, София (1997)
- Tristessa (1960), написан 1955-1956
- Satori in Paris (1966)
Сатори в Париж, изд. „Парадокс“, София (1997)

### Поезия
- Mexico City Blues (1959), написан 1955
- Scattered Poems (1971), написан 1945–1968
- Book of Sketches (2006), написан 1952–1957
- Old Angel Midnight (1973, 2016), написан 1956-1959
- Trip Trap: Haiku on the Road from SF to NY (1973), написан 1959 – с Албърт Сайджо и Лю Уелш
- Heaven and Other Poems (1977), написан 1957–1962
- San Francisco Blues (1983), написан 1954
- Pomes All Sizes (1992), съставен 1960
- Book of Blues (1995), написан 1954–1961
- Book of Haikus (2003)
- Collected Poems (2012)

### Сборници
- Good Blonde & Others (1993), написан 1955
- The Scripture of the Golden Eternity (1960), написан 1956
- Lonesome Traveler (1960)
Самотен пътешественик, изд. „Прозорец“, София (2012), прев. Вергил Немчев

### Други
- Wake Up: A Life of the Buddha (2008), написан 1955
Събуди се: животът на Буда, изд. „Прозорец“, София (2011), прев. Ирина Манушева
- Some of the Dharma (1997), написан 1953–1956

### Пиеси
- Beat Generation, play (2005), написан 1957

## Дискография
- Poetry for the Beat Generation (1959) (LP)
- Blues and Haikus (1959) (LP)
- Readings by Jack Kerouac on the Beat Generation (1960) (LP)
- The Jack Kerouac Collection (1990) [Box] (Audio CD компилация от 3 LP)
- The Jack Kerouac Romnibus(1995) (мултимедиен CD-ROM проект с книга) (Ralph Lombreglia и Kate Bernhardt)
- Jack Kerouac Reads On the Road (1999) (аудио CD)
- Doctor Sax and the Great World Snake (2003) (адаптация на пиеса с аудио CD)